# Fellipe Bertoldo
Fellipe Bertoldo dos Santos (São Paulo 5 januari 1991) is een Braziliaans-Oost-Timorees voetballer, die als middenvelder speelt.

## Carrière
Bertoldo begon zijn carrière in 2011 bij SE Palmeiras. Vanaf 2015 speelde Bertoldo als middenvelder voor verschillende clubs in Azië.
Bertoldo maakte op 12 oktober 2014 zijn debuut in het Oost-Timorees voetbalelftal tijdens een kwalificatiewedstrijd in het Zuidoost-Aziatisch kampioenschap voetbal tegen Brunei.